# ロマン・マルティネス
ロマン・フェルナンド・マルティネス（Román Fernando Martínez, 1983年3月27日 - ）は、アルゼンチン・ブエノスアイレス州モロン出身の元サッカー選手。現役時代のポジションはMF（センターハーフ）。

## 経歴
2000年、3部リーグに属していた地元のデポルティーボ・モロンでデビュー。2003年には1部リーグ所属のアルセナルFCへ移籍するが、出場機会はほとんど得られず、2006年には2部のCAティグレへとレンタル移籍となった。しかし、この移籍が転機となった。2007年、1部に昇格したティグレはディエゴ・カーニャ監督の下で躍進。前期リーグで2位となる快進撃を見せたチームの攻撃を担ったのが彼であった。
2008年7月、スペインのRCDエスパニョールへと移籍した。主にセンターハーフとして32試合に出場して4得点した。2009-10シーズンはCDテネリフェへレンタル移籍した。
2015年7月にCAラヌースへ加入し、翌年6月には同クラブとの契約を延長した。

## 人物
憧れの選手は同じロマンの名を持つフアン・ロマン・リケルメ。

## タイトル
ラヌース
- プリメーラ・ディビシオン : 2016
- コパ・デル・ビセンテナリオ（英語版） : 2016